# Jaroslav Grunt
Jaroslav Grunt (23. ledna 1893 Blatec – 16. března 1988 Brno) byl český architekt, urbanista, malíř a scénograf.

## Dílo
- typový rodinný dvojdům, Brno (1923)
  - Stránice, Barvičova 20–34, Roubalova 19–25
  - Židenice, Vojanova 4–18
- nájemní dům (společně s Milošem Lamlem), Brno-Ponava, Štefánikova 63 (1923–1925)
- módní salon Emmy Javůrkové-Widhalmové Femina, Brno-město, Česká 11/Skrytá 2 (1924)
- přístavba policejního ředitelství (spolu s Josefem Adolfem Šálkem), Brno-město, Orlí 30/Novobranská 7 (1924–1927)
- rodinný trojdům v rámci Kolonie Nový dům, Brno-Žabovřesky, Šmejkalova 144–148 (1927–1928)
- rodinný dům, Brno-Žabovřesky, Tůmova 36 (1928)
- Masarykova živnostenská pokračovací škola, Hodonín, Brandlova 32 (1930–1931), nyní Střední škola průmyslová a umělecká Hodonín
- přehradní hráz Brněnské přehrady[1]

## Galerie

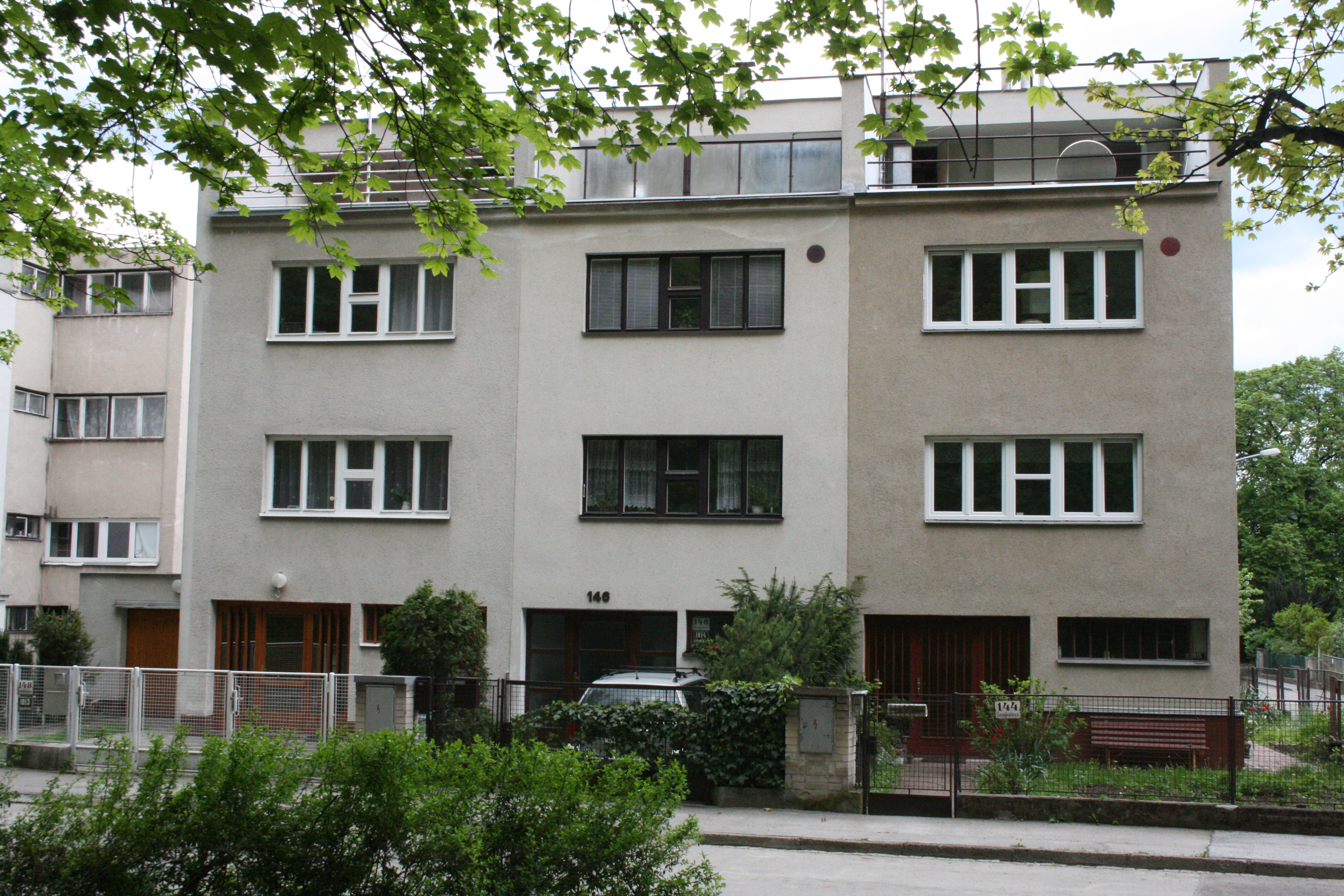
Trojdům Šmejkalova 144–148
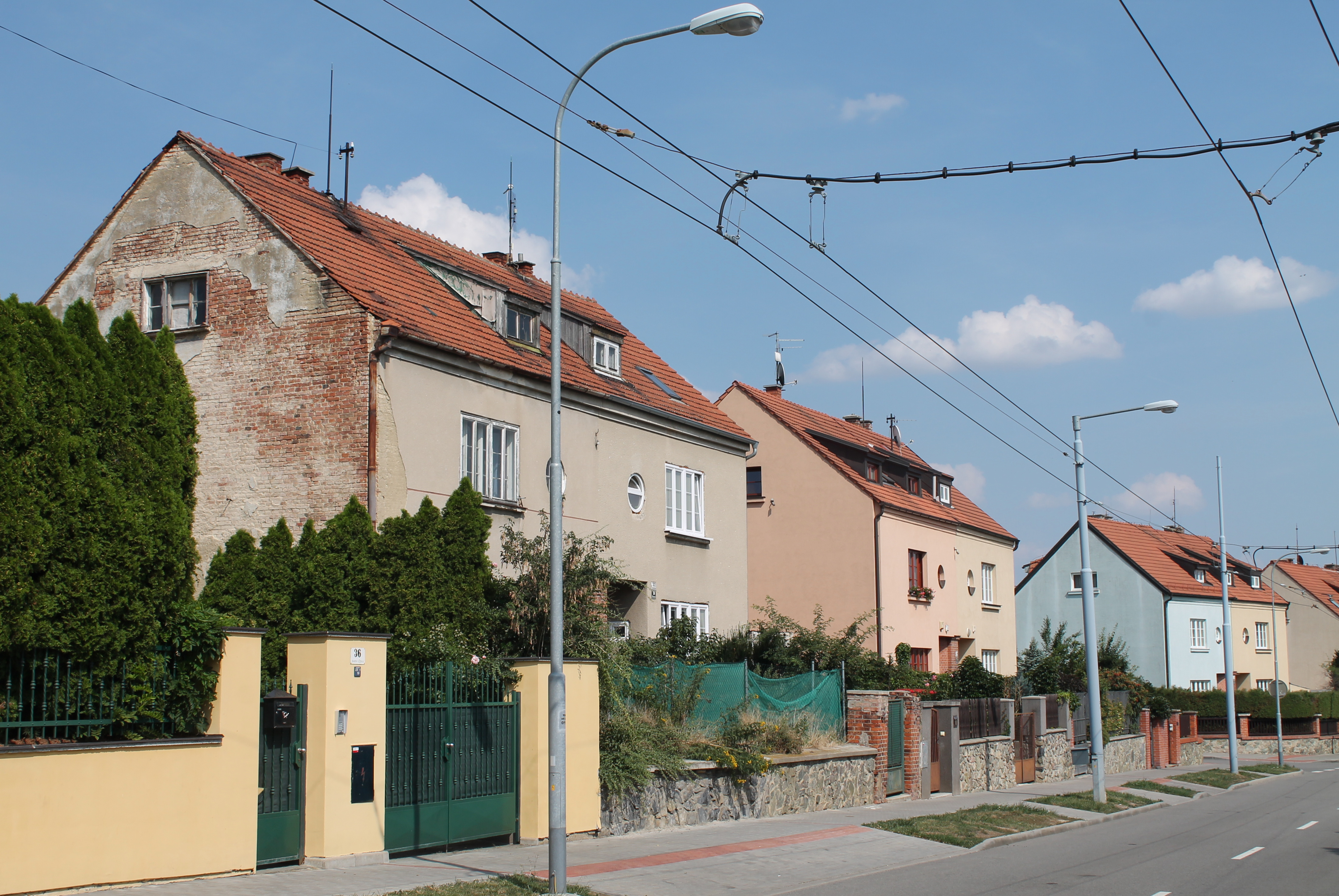
Rodinné dvojdomy Barvičova 24–34
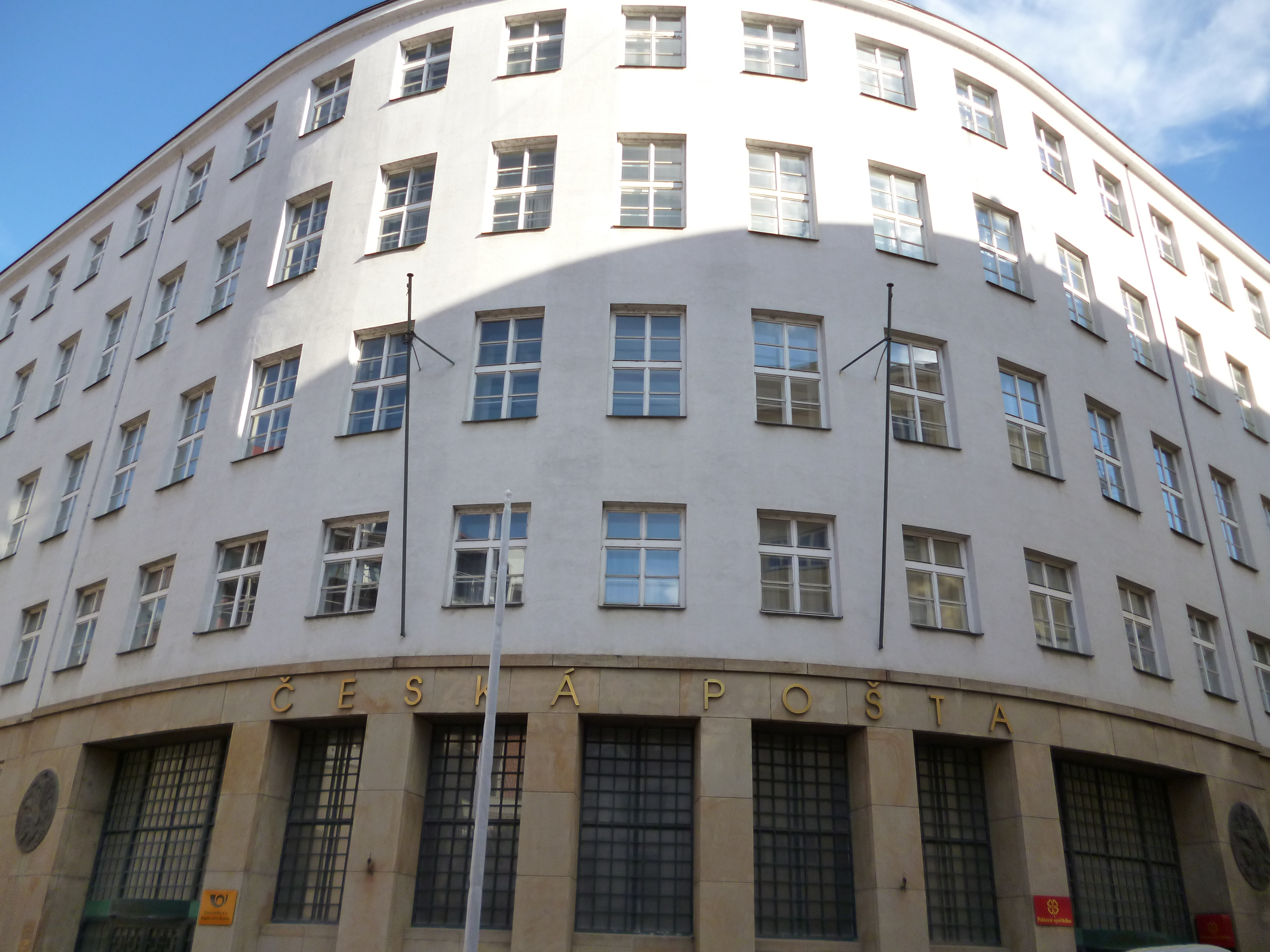
Policejní ředitelství v Brně
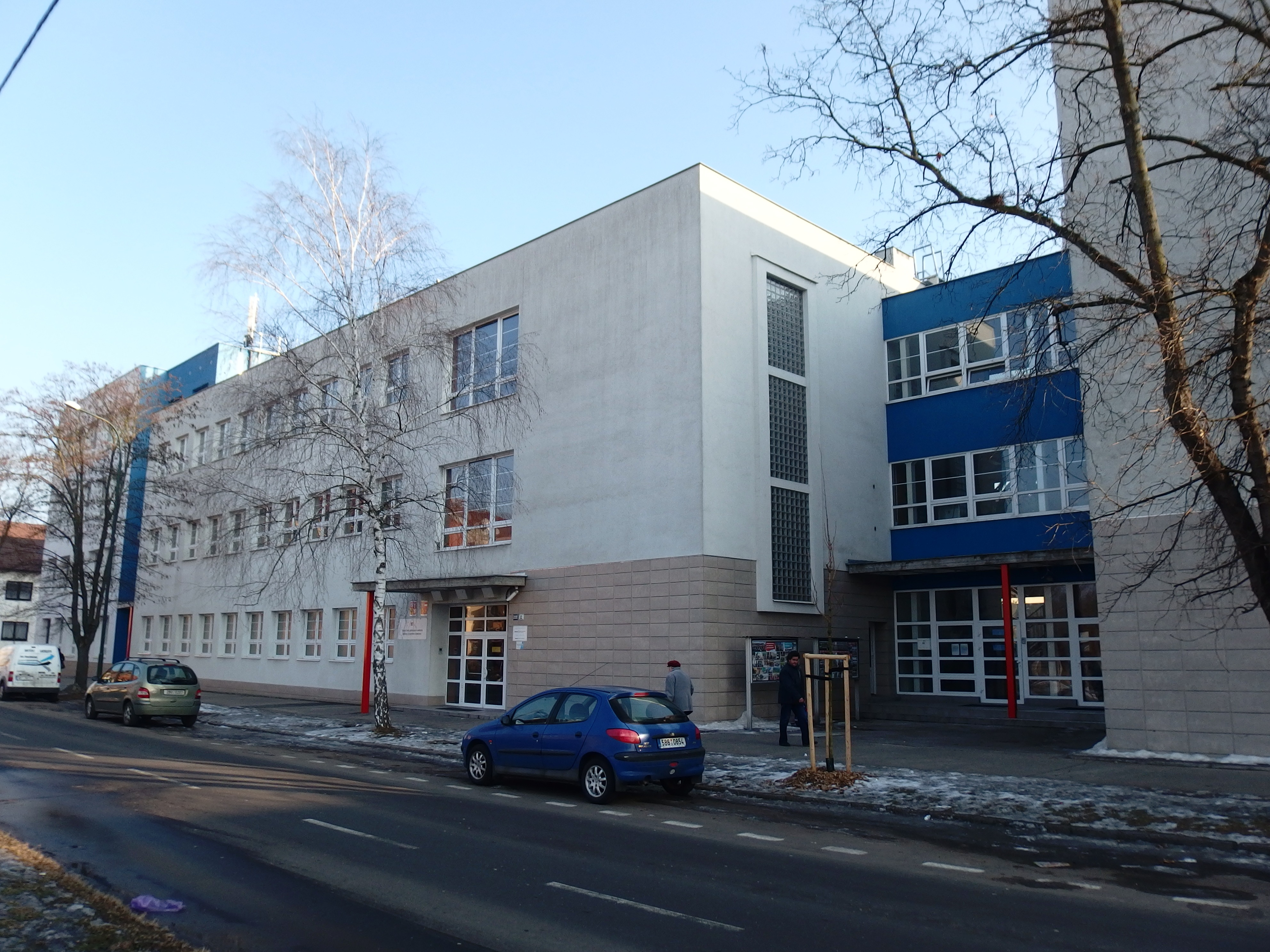
Škola v Hodoníně
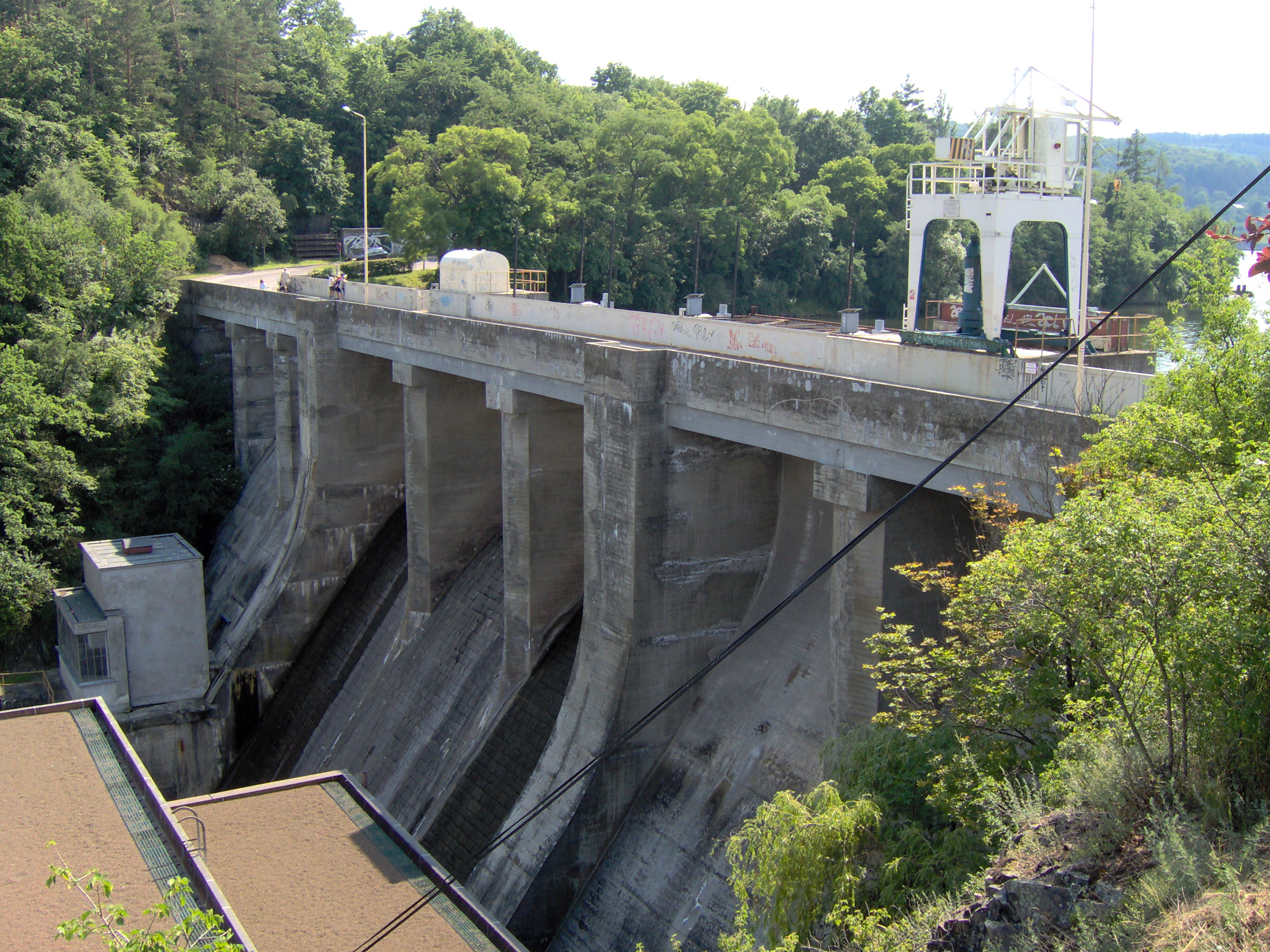
Hráz Brněnské přehrady